# Pozuelo del Páramo
Pozuelo del Páramo és un municipi de la província de Lleó, enclavada en la comarca natural del Páramo Leonés.

## Pedanies del municipi
- Altobar de la Encomienda
- Pozuelo del Páramo
- Saludes de Castroponce

## Demografia
| 1991 | 1996 | 2001 | 2004 |
| ---- | ---- | ---- | ---- |
| 748  | 702  | 612  | 559  |